# My Heart Can’t Beat Unless You Tell It To
My Heart Can’t Beat Unless You Tell It To ist ein Horrorfilm von Jonathan Cuartas, der Teilnehmern des Tribeca Film Festivals ab 15. April 2020 online erstmals zur Verfügung gestellt und am 25. Juni 2021 in den USA als Video-on-Demand veröffentlicht wurde.

## Handlung
Wenn Dwight nach Einbruch der Dunkelheit durch die Straßen streift, sucht er nach den Einsamen und Verlorenen und nach Menschen, die man nicht vermisst. Er braucht ihr Blut, denn ohne dieses kann sein kranker, jüngerer Bruder Thomas nicht überleben. Zunehmend mit den Folgen seines ethisch fragwürdigen Handelns konfrontiert, versucht Dwight gegenüber seinem Bruder und ihrer gemeinsamen Schwester Jessie ein wenig auf Abstand zu gehen.

## Produktion

### Filmtitel und Stab

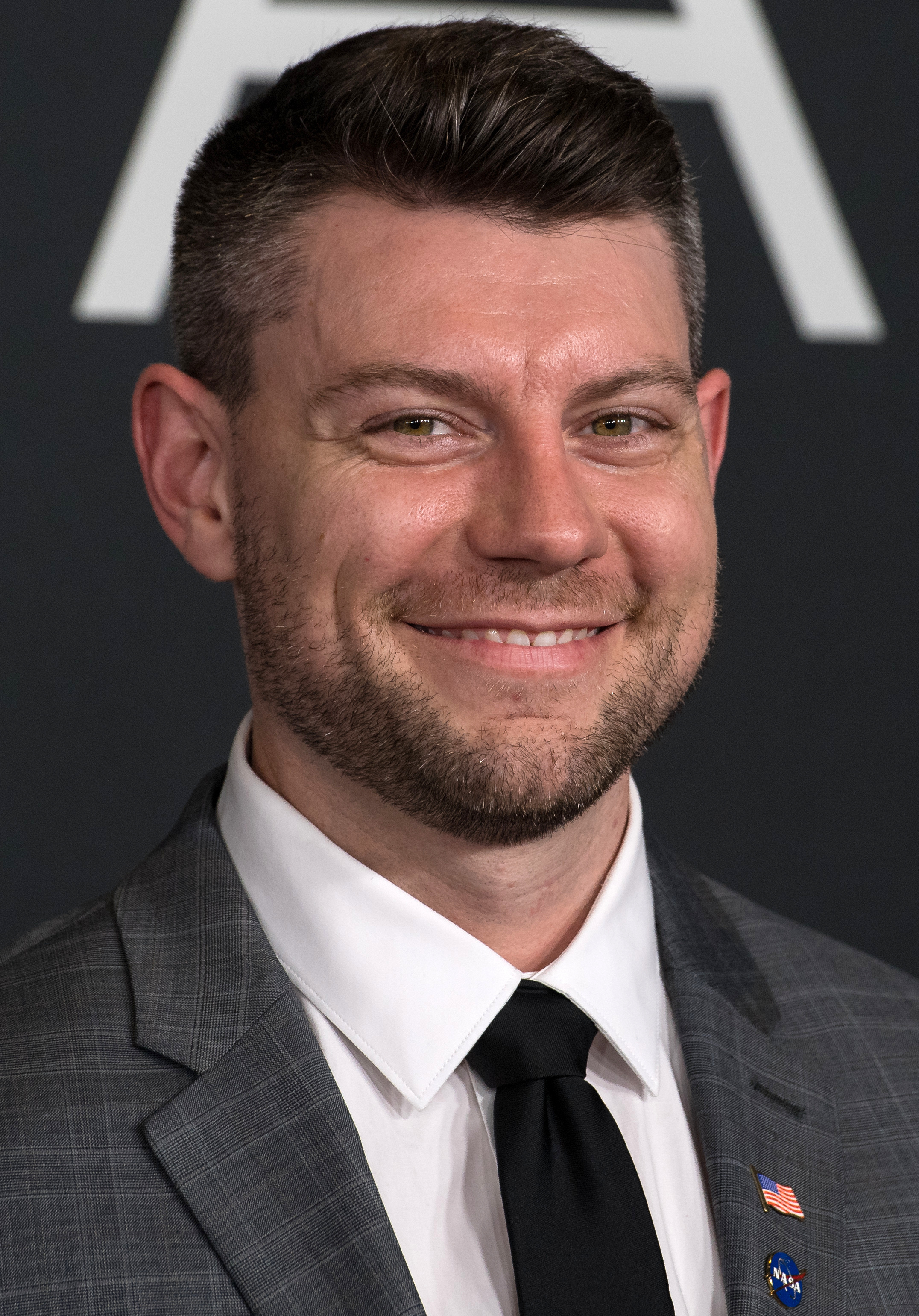
Patrick Fugit spielt Dwight und zählt zu den Produzenten des Films

Der Titel des Films stammt aus einer Textzeile des Songs I Am Controlled by Your Love, die in einer frühen Szene des Films von Jessie gesungen wird. Das Lied aus dem Jahr 1965 wurde von Helene Smith gesungen und entwickelte sich zu einem Hit.
Regie führte Jonathan Cuartas, der auch das Drehbuch schrieb. Es handelt sich um sein Spielfilmdebüt.
Als Kameramann fungierte Michael Cuartas, der Bruder des Regisseurs, während sein Vater Rodrigo Cuartas für das Szenenbild verantwortlich zeichnete.

### Veröffentlichung
Mitte April 2020 sollte der Film im Rahmen des Tribeca Film Festivals seine Premiere feiern. Einen Monat vor Beginn des Festivals wurde dieses aufgrund der Coronavirus-Pandemie abgesagt und auf unbestimmte Zeit verschoben. Dennoch wurde der Film von 15. bis 26. April 2020, dem ursprünglichen Zeitfenster des Festivals, online zur Verfügung gestellt. Im September 2020 wurde der Film beim Atlanta Film Festival vorgestellt, Ende September, Anfang Oktober 2020 beim virtuellen Calgary International Film Festival, und im weiteren Verlauf des Oktober 2020 beim Sitges Film Festival in der Sektion Noves Visions. Am 25. Juni 2021 wurde er in den USA als Video-on-Demand veröffentlicht.

## Rezeption

### Kritiken
Der Film wurde bislang von 98 Prozent aller bei Rotten Tomatoes gelisteten Kritiker positiv bewertet mit durchschnittlich 7,6 von 10 möglichen Punkten, womit er aus den 22. Annual Golden Tomato Awards als Zweitplatzierter in der Kategorie Horror Movies der Filme des Jahres 2021 hervorging.
William Repass vom Slant Magazine bemerkt in seiner Kritik, auch wenn Jonathan Cuarta mit My Heart Can’t Beat Unless You Tell It To die Tropen streife, die man gemeinhin mit dem Vampir-Genre assoziiere, sei Vampirismus hier weniger ein Fluch einer parasitären Aristokratie im Niedergang, sondern einfach eine schwächende chronische Krankheit. Im Kern sei der Film ein Familiendrama, und der Horror entwickele sich im Spannungsverhältnis von Fürsorge und wechselseitiger Abhängigkeit und Morden, die eher aus einem Pflichtgefühl denn aus einem sadistischen Vergnügen heraus begangen würden. Auch könne man den Film mit So finster die Nacht von Tomas Alfredson vergleichen, da sich beide Filme den atmosphärischen Zugang zum Vampir-Genre teilten.

### Auszeichnungen
Atlanta Film Festival 2020
- Nominierung im Wettbewerb[13]

B3 Biennale des bewegten Bildes 2020
- Nominierung im Wettbewerb[14]

Cleveland International Film Festival 2021
- Auszeichnung im New Direction Competition[15]

Internationales Filmfestival Thessaloniki 2020
- Nominierung im internationalen Wettbewerb[16]

Sitges Film Festival 2020
- Nominierung als Bester Film für den New Visions Award (Jonathan Cuartas)
- Auszeichnung als Bester Spielfilm in der Sektion Noves Visions (Jonathan Cuartas)
- Auszeichnung mit dem Citizen Kane Award for Best New Direction (Jonathan Cuartas)[17][18]

Tribeca Film Festival 2020
- Lobende Erwähnung (Kamera von Michael Cuartas)